# José Palhares Costa
José Palhares Costa (22 de fevereiro de 1908 – 13 de novembro de 1976) foi um atleta de barreiras português. Ele competiu nos 110 metros com barreiras masculinos nos Jogos Olímpicos de Verão de 1928.